# Liste der Naturdenkmale in Fleischwangen
| Naturdenkmale | Anzahl |
| ------------- | ------ |
| FND           | 5      |
| END           | 0      |
| Gesamt        | 5      |

Die Liste der Naturdenkmale in Fleischwangen nennt die verordneten Naturdenkmale (ND) der im baden-württembergischen Landkreis Ravensburg liegenden Gemeinde Fleischwangen. In Fleischwangen gibt es insgesamt fünf als Naturdenkmal geschützte Objekte, alle sind flächenhafte Naturdenkmale (FND), keines ist ein Einzelgebilde-Naturdenkmal (END).
Stand: 31. Oktober 2016.

## Flächenhafte Naturdenkmale (FND)
| Name                       | Bild | Kennung     | Einzelheiten  | Position | Fläche Hektar | Datum         |
| -------------------------- | ---- | ----------- | ------------- | -------- | ------------- | ------------- |
| Bachgehölz                 | BW   | 84360325503 | Fleischwangen | ⊙        | 0,0           | 25. Sep. 1940 |
| Feldhecken                 | BW   | 84360325504 | Fleischwangen | ⊙        | 0,0           | 25. Sep. 1940 |
| Hecken und Birken          | BW   | 84360325502 | Fleischwangen | ⊙        | 0,0           | 25. Sep. 1940 |
| Torfstich                  | BW   | 84360325508 | Fleischwangen | ⊙        | 0,2           | 25. Sep. 1940 |
| Wiesenbach bei Eichenmühle | BW   | 84360321950 | Fleischwangen | ⊙        | 0,1           | 1. Feb. 1990  |
| Legende für Naturdenkmal   |      |             |               |          |               |               |